# Stazione di Salza Irpina
La stazione di Salza Irpina era una stazione ferroviaria ubicata lungo la linea Avellino-Rocchetta Sant'Antonio. Serviva il centro abitato di Salza Irpina.

## Storia
La stazione venne attivata insieme alla prima parte della ferrovia da Avellino a Paternopoli il 27 ottobre 1893.
A causa dello scarso traffico dovuto al crescente utilizzo degli autobus nella zona, la stazione venne soppressa nel 2003, quando vi si fermava ormai un solo treno al giorno, continuando ad essere usata solo per incroci e mezzi di servizio.
L'esercizio ferroviario sulla linea è stato sospeso il 12 dicembre 2010, e riattivato a partire dal 2016 per treni turistici.

## Strutture e impianti
La stazione era dotata di 2 binari passanti per il servizio passeggeri, e 2 tronchini, di cui uno utilizzato per lo scalo merci.
A causa del terremoto del 1980, che sconvolse le zone dell'Irpinia, il fabbricato viaggiatori di cui era dotata la stazione rimase danneggiato e venne sostituito con una struttura prefabbricata ancora oggi visibile e vandalizzata negli anni di chiusura della linea, mentre lo scalo merci, ormai inutilizzato, venne dismesso.